# Sergio Pardilla
Sergio Pardilla Bellón (Membrilla, 16 gennaio 1984) è un ex ciclista su strada spagnolo.
Ha doti di scalatore, e vanta 13 vittorie nel proprio palmarès di professionista.

## Carriera
Fece il suo debutto da professionista con la Viña Magna-Cropu nel 2006, dove rimase fino alla fine della stagione 2008, quando la squadra cambiò il nome il Burgos Monumental. Nel 2009 passò tra le file della Carmiooro, squadra Continental divenuta Professional nel 2010.
Nella stagione 2010 fu terzo alla Vuelta a Andalucía, ottavo alla Settimana Coppi e Bartali, sesto al Giro del Trentino, decimo al Giro dell'Appennino, secondo al Giro d'Austria, primo alla Vuelta a la Comunidad de Madrid, decimo alla Prueba Villafranca de Ordizia e terzo al Giro del Portogallo.
Dal 2011 al 2012 gareggiò con la formazione World Tour spagnola Movistar, conseguendo il diciottesimo posto al Giro d'Italia 2012 ma nessuna vittoria. Dal 2013 è tra le file della formazione Professional Continental sudafricana MTN-Qhubeka.

## Palmarès
- 2005 (Under-23, una vittoria)

4ª tappa Circuito Montañés (Los Corrales > Los Corrales)
- 2006 (Viña Magna-Cropu, una vittoria)

10ª tappa Tour de l'Avenir (Saint-Nicolas-la-Chapelle > Marcinelle-en-Montagne)
- 2007 (Viña Magna-Cropu, due vittoria)

3ª tappa Tour des Pyrénées (Bagnères-de-Bigorre > Barèges)
Classifica generale Tour des Pyrénées
- 2008 (Burgos Monumental, una vittoria)

3ª tappa Vuelta a La Rioja (Logroño > Logroño)
- 2009 (Carmiooro-A-Style, tre vittorie)

6ª tappa Circuito Montañés (Torrelavega > Santo Toribio)
5ª tappa Giro del Giappone (Fuji, cronometro)
Classifica generale Giro del Giappone
- 2010 (Carmiooro-N.G.C., tre vittorie)

1ª tappa Vuelta a Andalucía (Jaén > Alto de Las Allanadas)
3ª tappa Vuelta a la Comunidad de Madrid (Alcobendas > Puerto de Morcuera)
Classifica generale Vuelta a la Comunidad de Madrid
- 2013 (MTN, una vittoria)

4ª tappa Volta a Portugal (Arouca > Mondim de Basto)
- 2016 (Caja Rural-Seguros RGA, una vittoria)

5ª tappa Vuelta a Burgos (Caleruega > Lagunas de Neila)

### Altri successi
- 2006 (Viña Magna-Cropu)

Classifica scalatori Tour de l'Avenir
- 2011 (Movistar Team)

3ª tappa Vuelta a Burgos (Pradoluengo > Belorado, cronosquadre)
- 2012 (Movistar Team)

Classifica scalatori Vuelta a Burgos
- 2016 (Caja Rural-Seguros RGA)

Memorial Isabel Clavero

## Piazzamenti

### Grandi Giri
- Giro d'Italia

2011: 48º
2012: 18º
- Vuelta a España

2011: ritirato (17ª tappa)
2014: 17º
2016: 18º
2017: 15º
2018: 49º
2019: 88º

### Classiche monumento
- Milano-Sanremo

2013: 102º
- Liegi-Bastogne-Liegi

2014: 58º
- Giro di Lombardia

2011: ritirato
2012: ritirato
2013: ritirato